# St-Cyr-Ste-Julitte (Volnay)

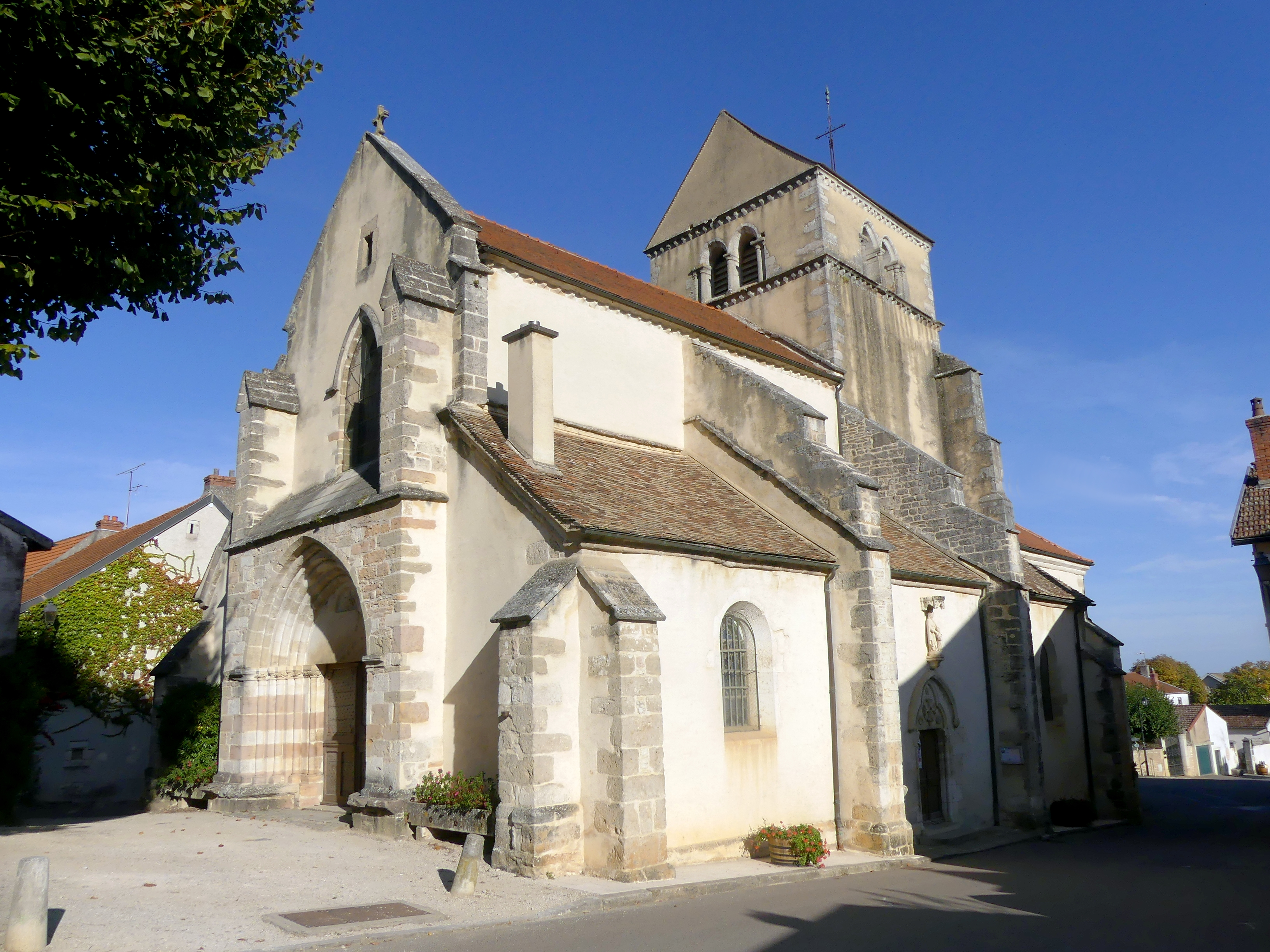
Kirche Saint-Cyr-Sainte-Julitte

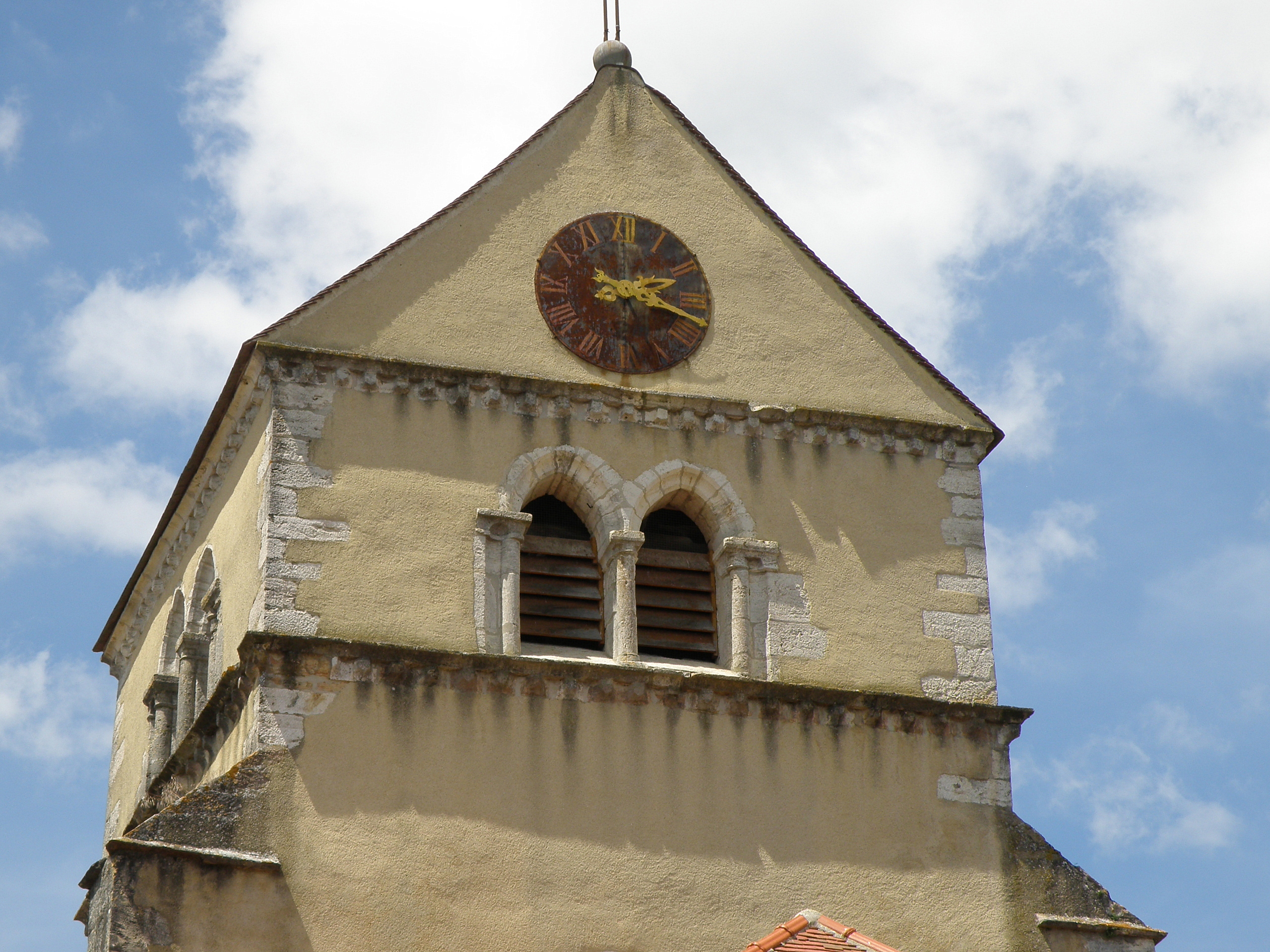
Glockenturm

Die katholische Pfarrkirche Saint-Cyr-Sainte-Julitte in Volnay, einer Gemeinde im Département Côte-d’Or in der französischen Region Bourgogne-Franche-Comté, wurde im 14. Jahrhundert errichtet. Die Kirche ist dem heiligen Quiricus und seiner Mutter Julitta geweiht, die im 4. Jahrhundert in Kleinasien den Märtyrertod erlitten. Im Jahr 1925 wurde die Kirche als Monument historique in die Liste der Baudenkmäler in Frankreich aufgenommen.

## Architektur

### Außenbau
Zwischen dem quadratischen Chor und dem Langhaus erhebt sich der mit einem Satteldach gedeckte Glockenturm. Das Glockengeschoss des Turmes ist auf allen vier Seiten von gekuppelten Klangarkaden durchbrochen. Chor und Langhaus werden von kräftigen Strebepfeilern gestützt. Zwischen zwei Strebepfeilern an der Westfassade ist in einen schmalen Vorbau ein von Archivolten gerahmtes Portal eingeschnitten. Das Tympanon ist bis auf ein kleines, stark beschädigtes Relief ohne Schmuck.

### Südportal
Das Portal an der Südfassade wird von zwei schmalen Säulen mit Kapitellen gerahmt. Ein Dreipassbogen rahmt das Tympanon, auf dem in der Mitte ein aus offenen Ringen gebildetes Malteserkreuz, oben eine fünfblättrige Blüte und seitlich der Halbmond und die Sonne dargestellt sind. Über dem Portal verläuft eine spitzbogige Archivolte, die auf mit Köpfen skulptierten Konsolen aufliegt. Die Skulpturen über dem Portal erinnern an die Schutzpatrone der Kirche, die heilige Julitta und ihren Sohn Quiricus, die unter einem Baldachin auf einem Sockel stehen und als Zeichen ihres Märtyrertums Palmwedel in den Händen halten.

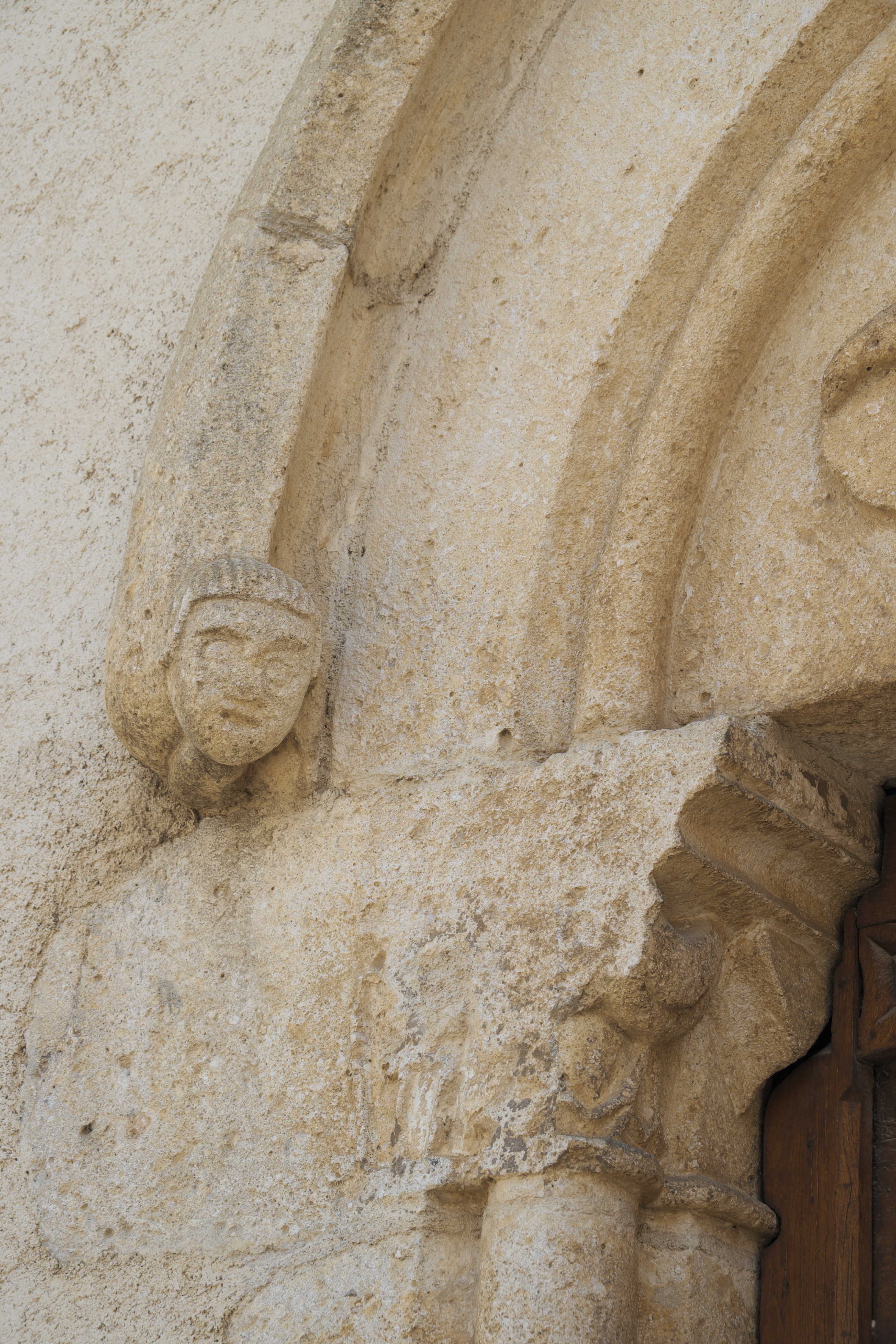
Konsole
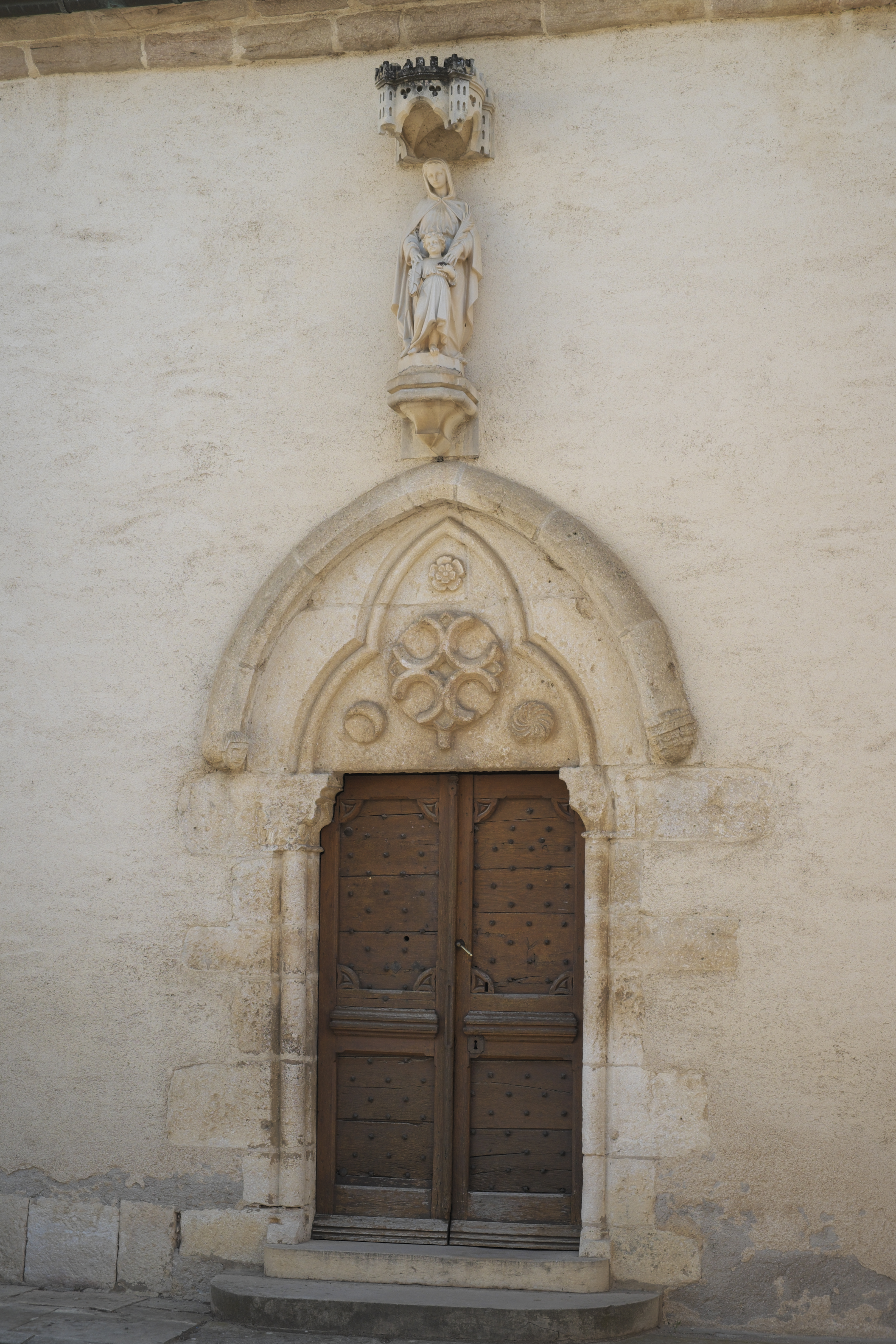
Südportal
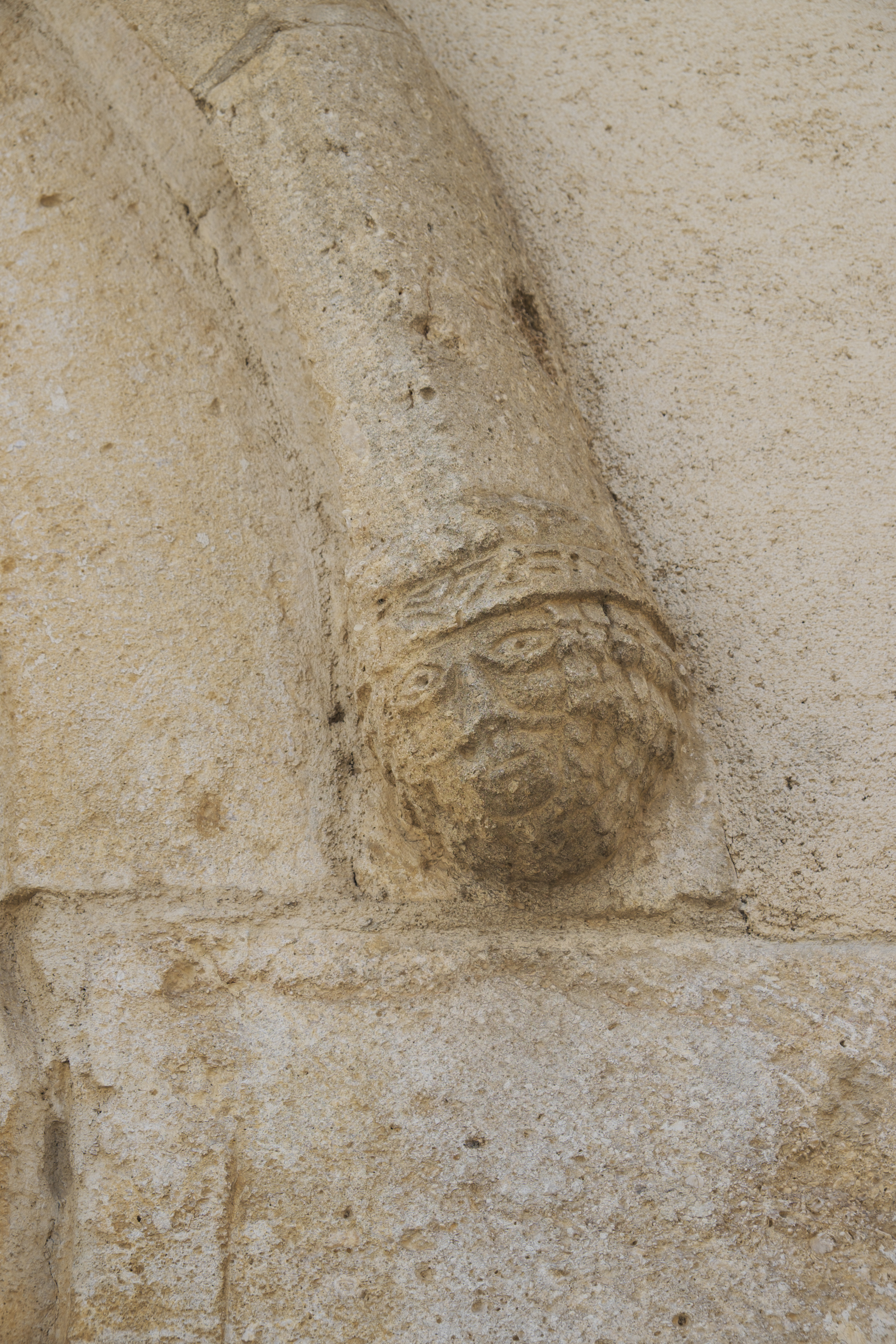
Konsole

### Innenraum
Das Langhaus ist dreischiffig, das Hauptschiff und die Seitenschiffe sind mit Kreuzrippengewölben gedeckt. Die Rippen des Gewölbes ruhen auf Konsolen, die mit Köpfen und Fratzen verziert sind. In die Gewölbeschlusssteine sind Reliefs und Inschriften eingemeißelt.

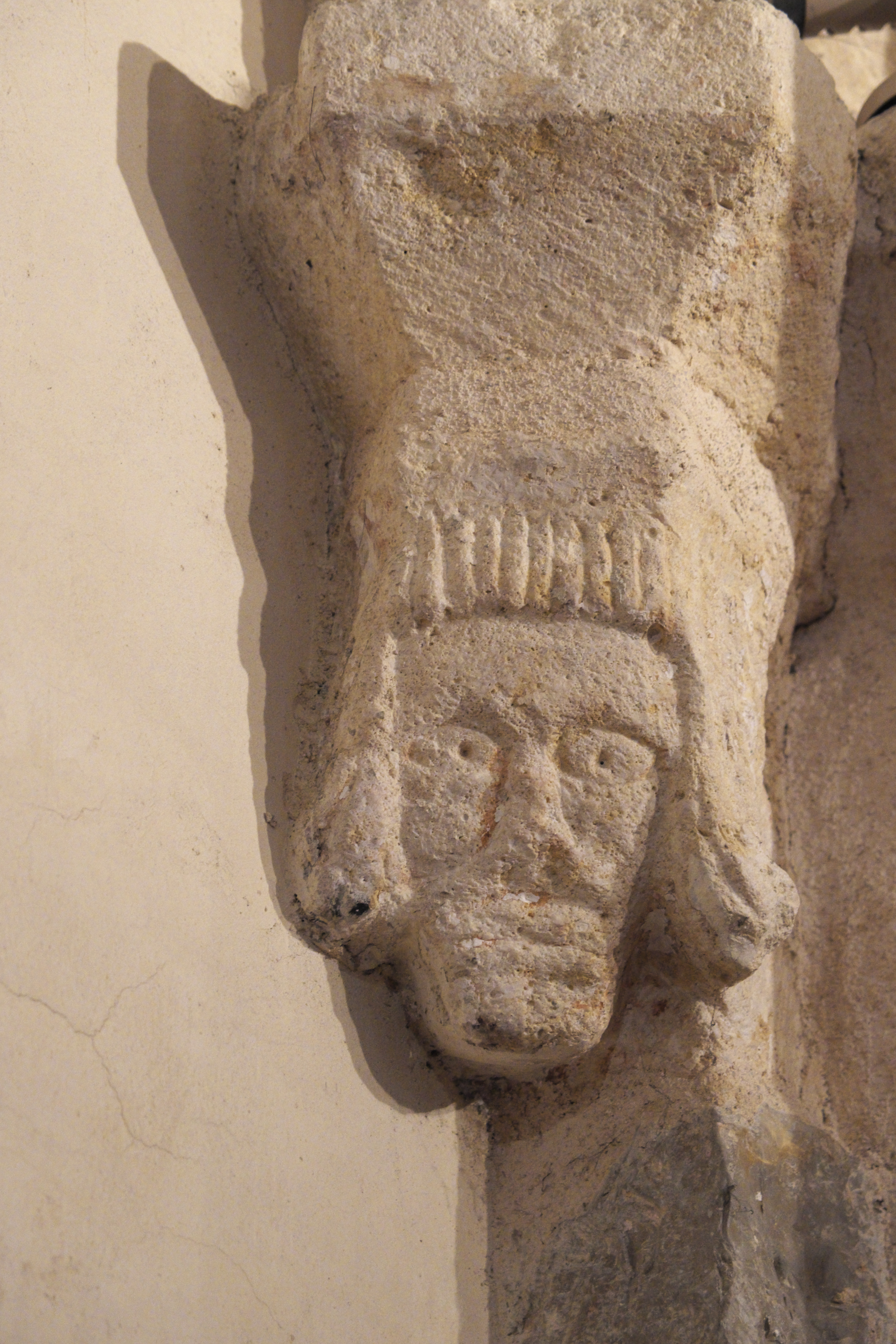
Konsole
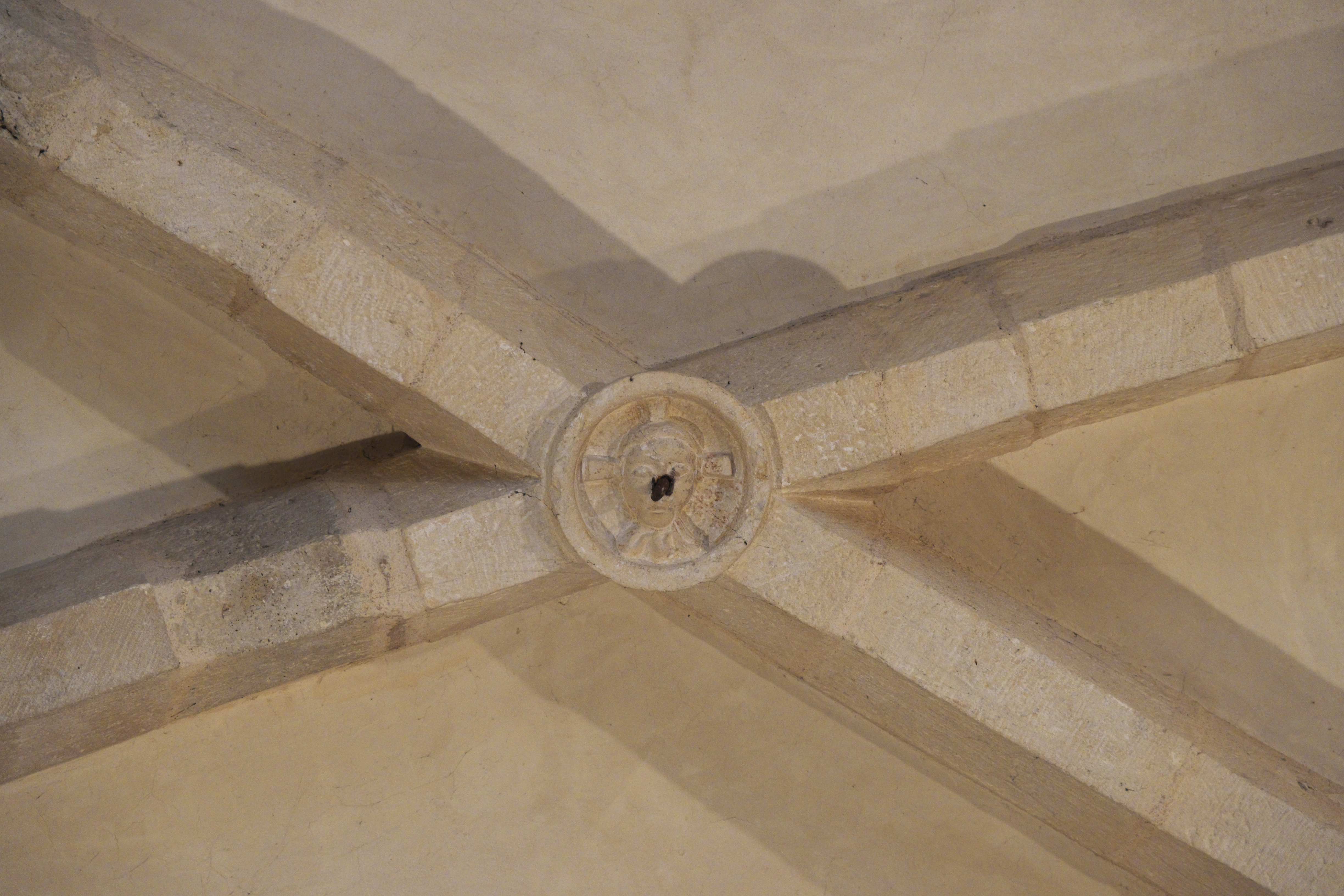
Schlussstein
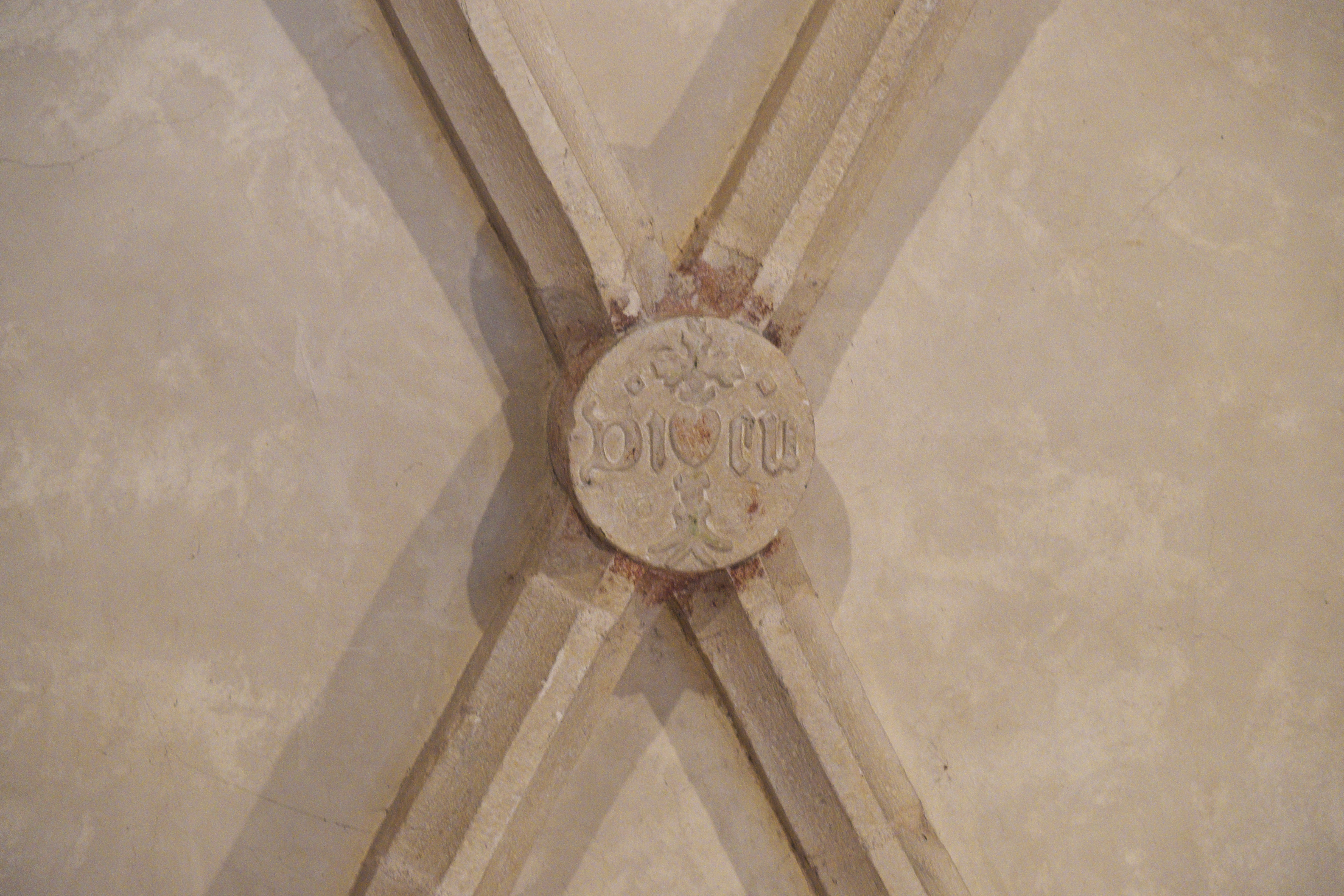
Schlussstein
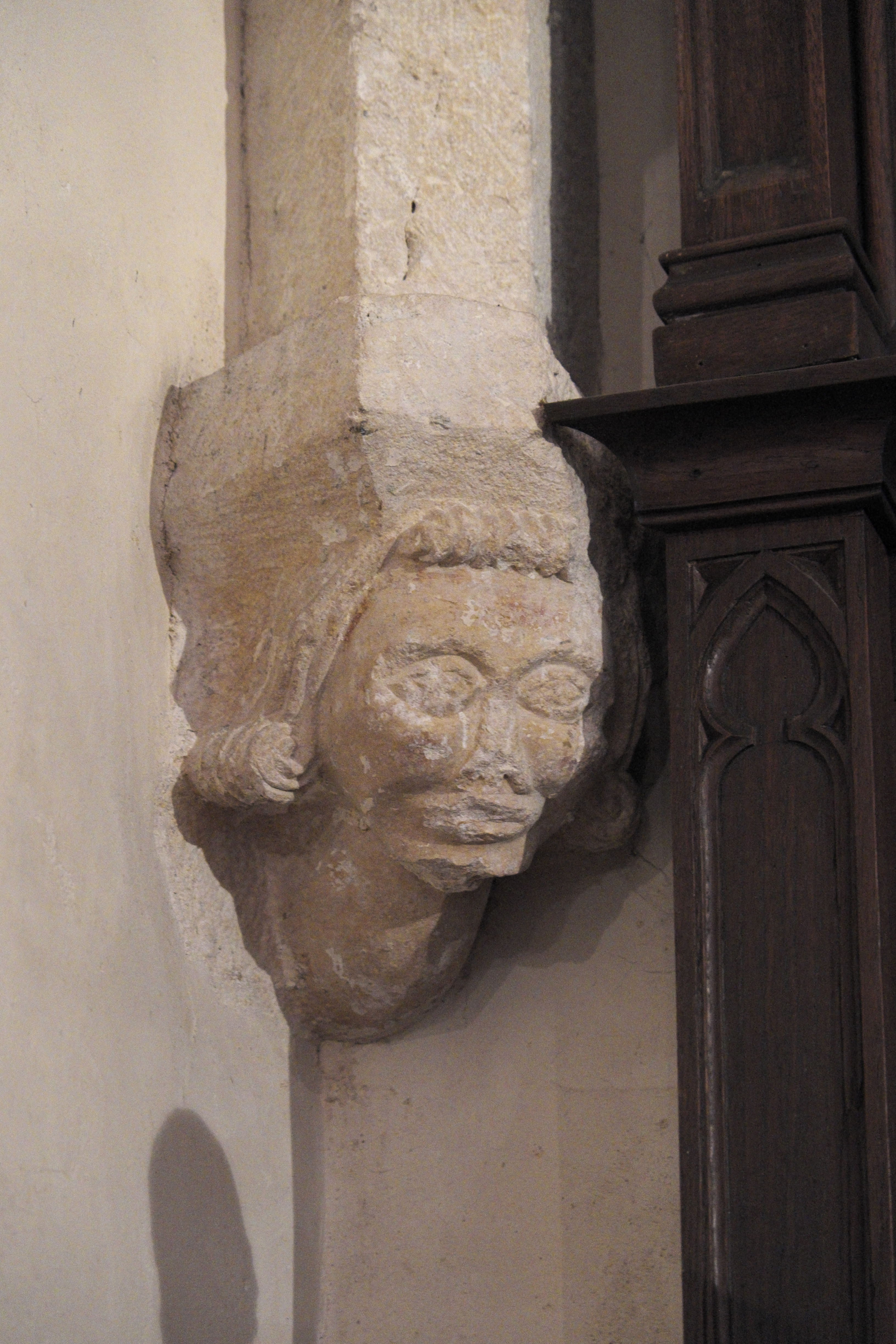
Konsole

## Bleiglasfenster
Die Bleiglasfenster der Kirche wurden 1880 von dem Glasmaler Joseph Besnard ausgeführt. Sie stellen Christus am Kreuz und als Guten Hirten dar sowie Johannes den Täufer, die heilige Klara von Assisi, die Heilige Familie und den heiligen Dominikus, der von Maria den Rosenkranz empfängt. Ein Fenster erinnert an das Martyrium der beiden Kirchenpatrone Quiricus und Julitta.

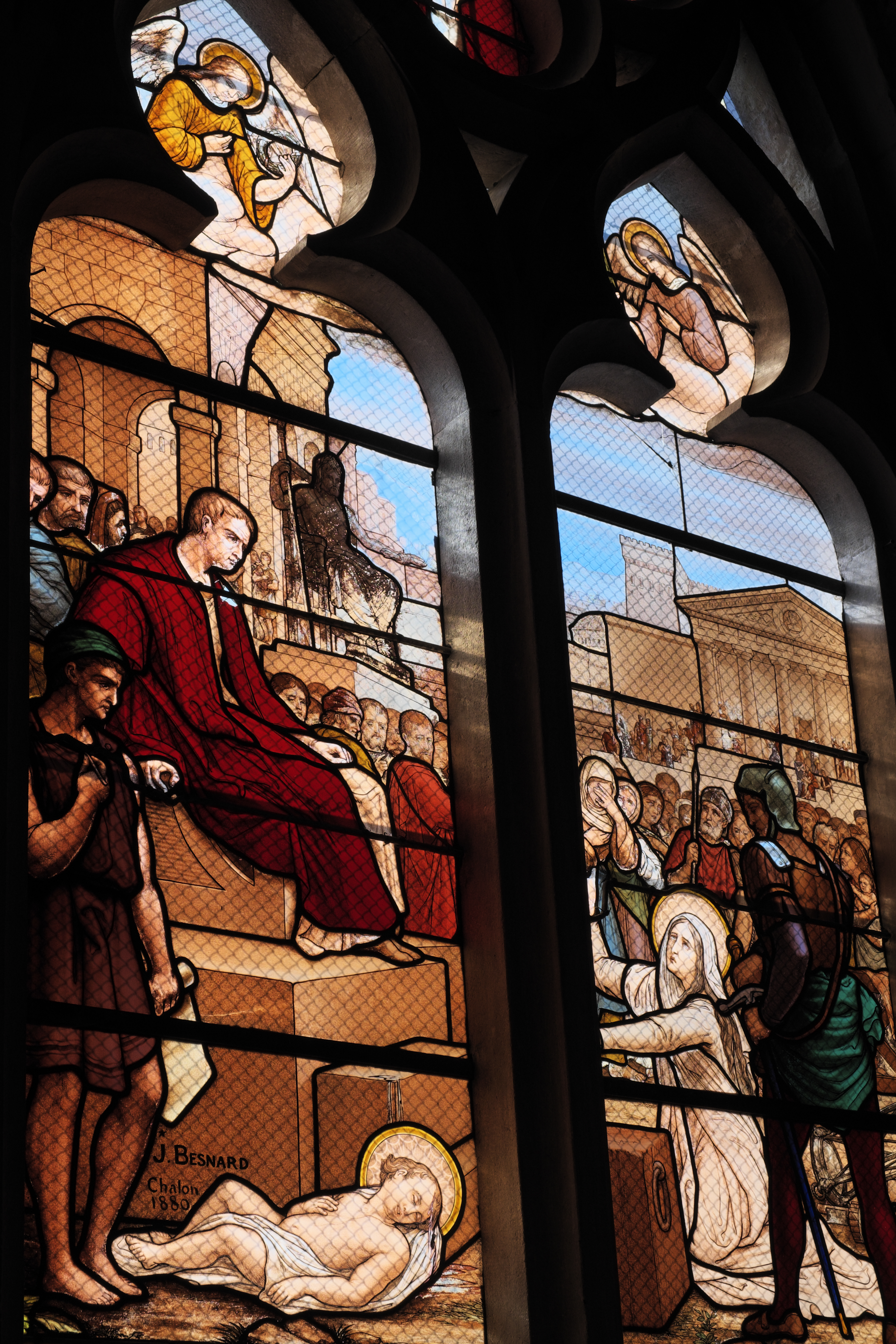
Martyrium von Quiricus und Julitta
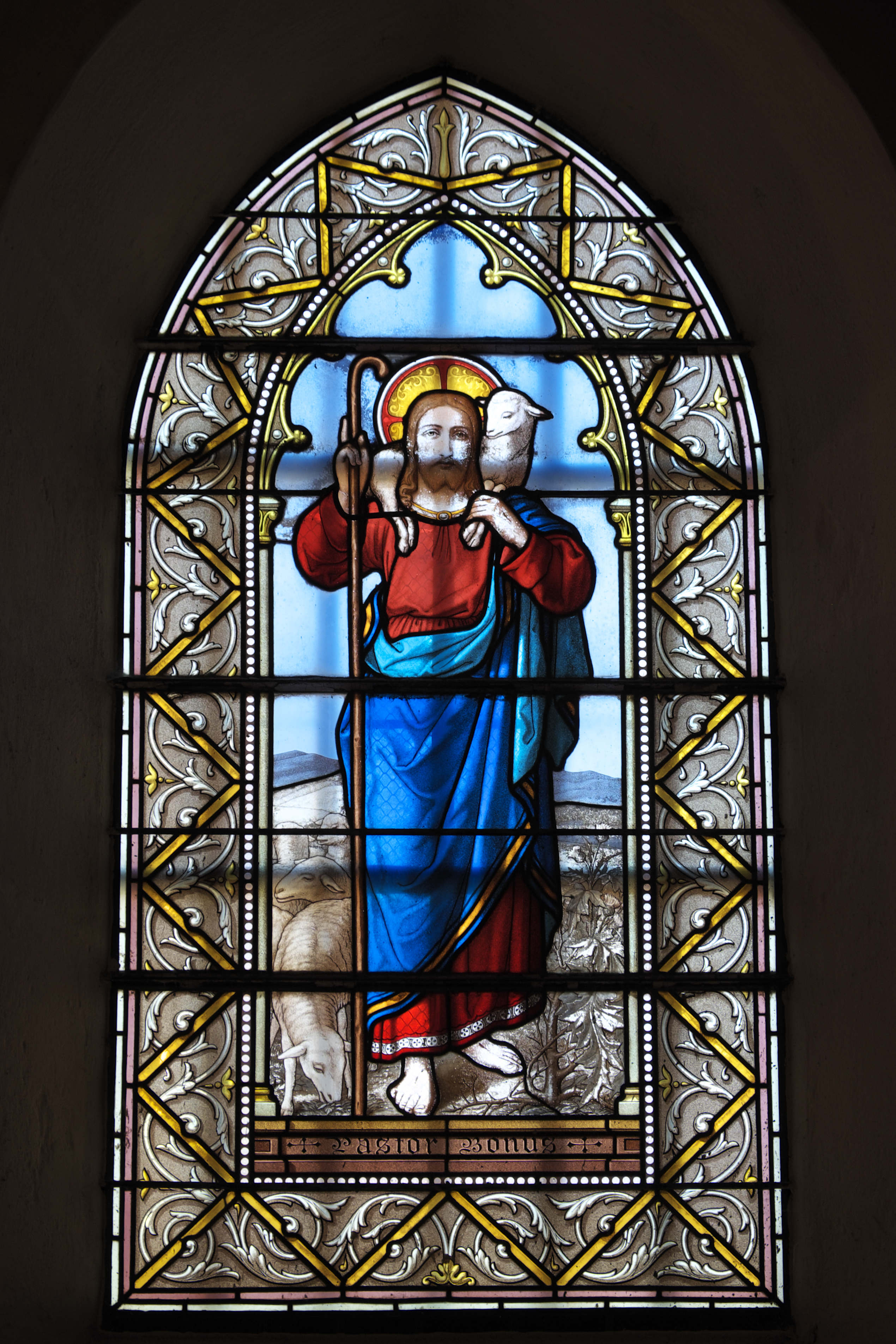
Jesus als der Gute Hirte
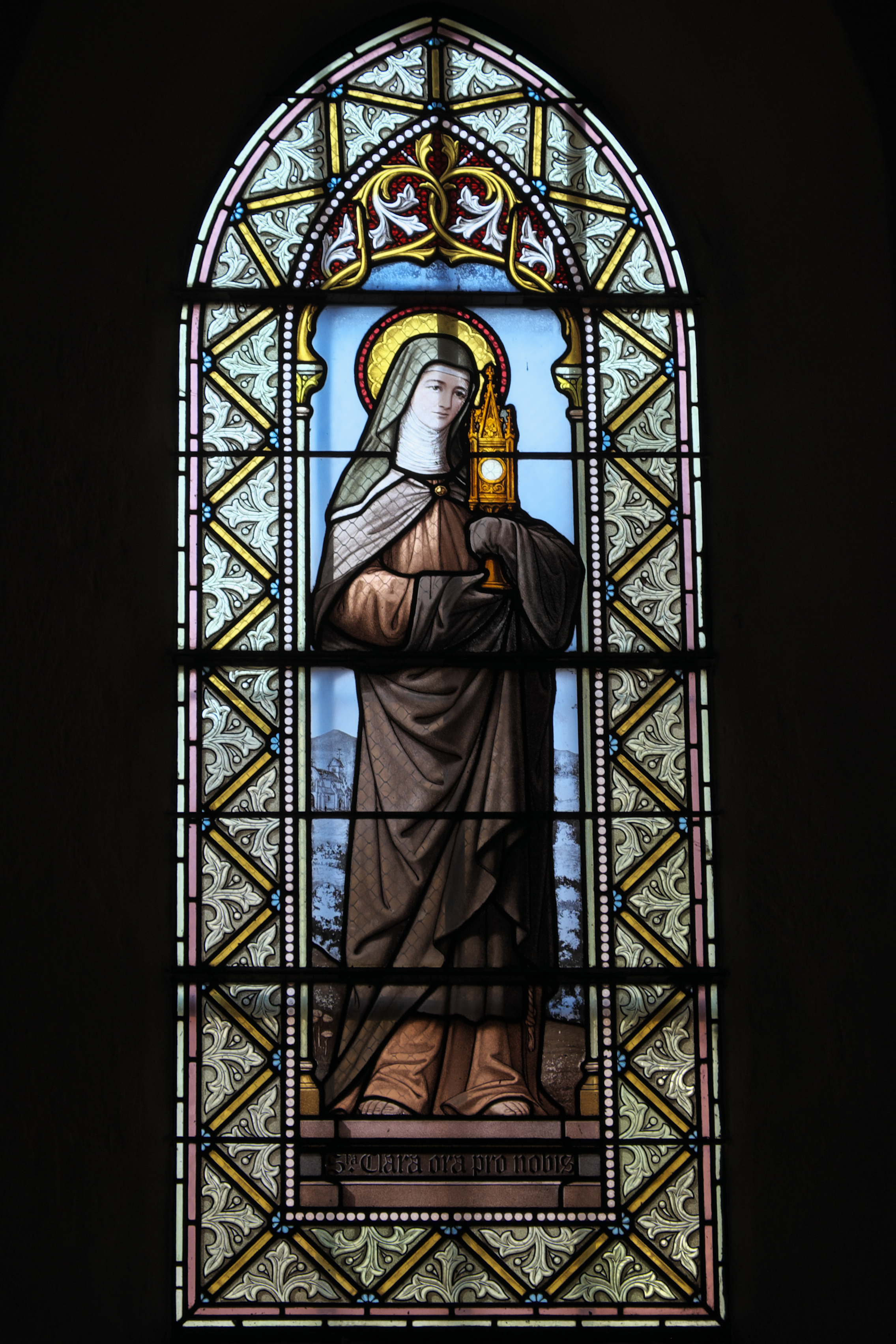
Klara von Assisi
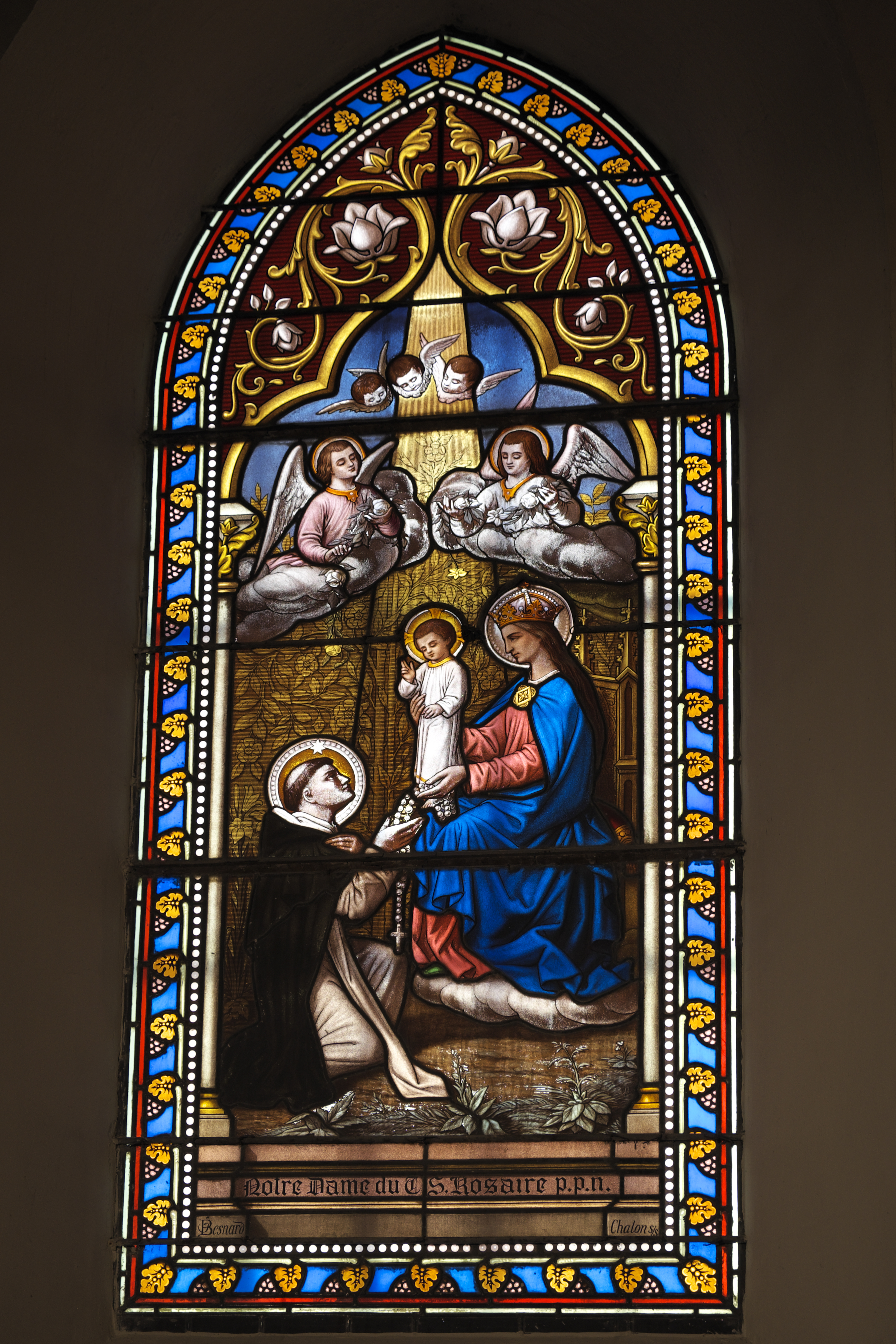
Dominikus empfängt den Rosenkranz

## Ausstattung
- Die Kanzel stammt von 1741. Der Kanzelkorb ist mit Reliefs verziert.
- Die Skulptur des heiligen Georg, der den Drachen besiegt, ist mit der Jahreszahl 1732 bezeichnet.

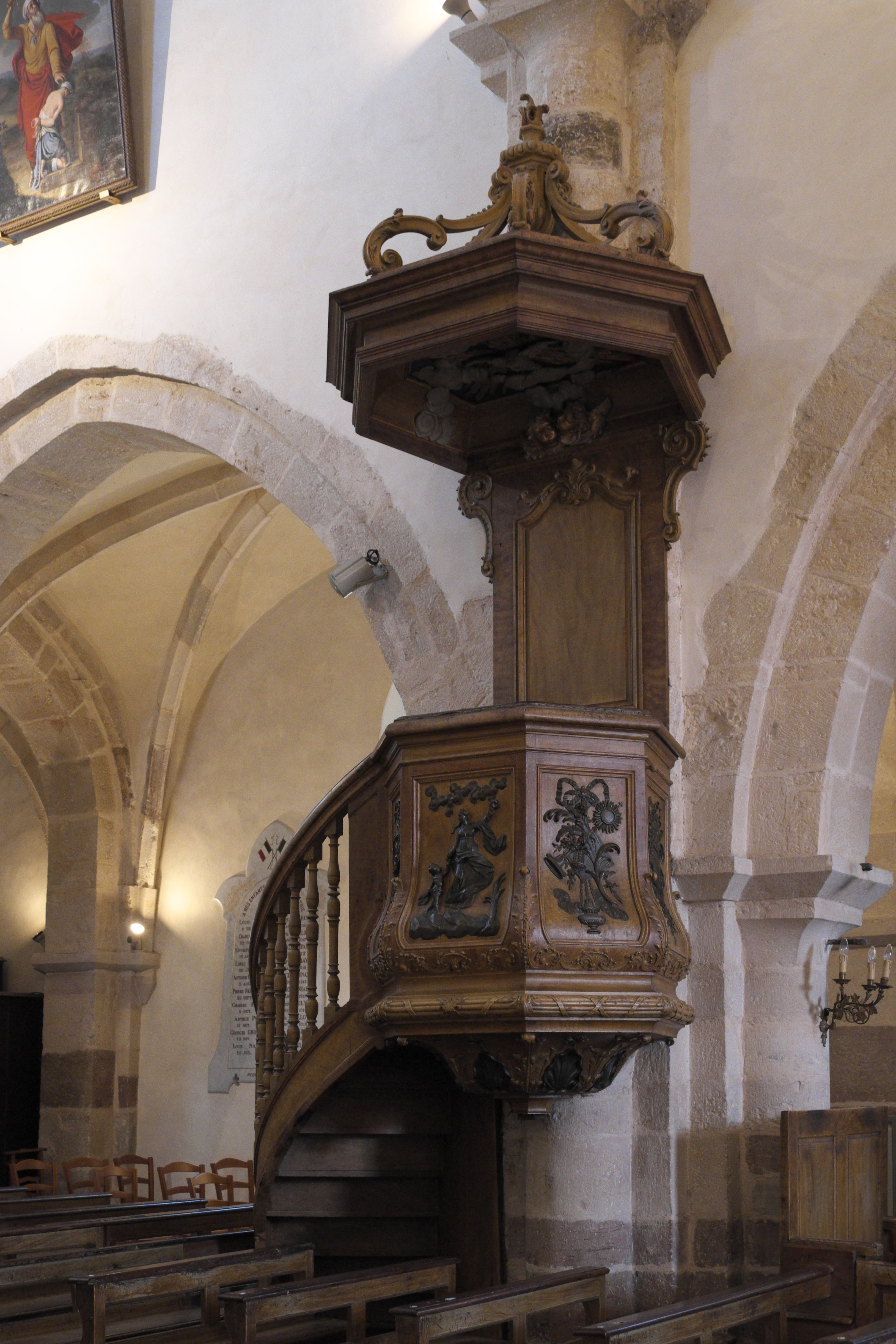
Kanzel
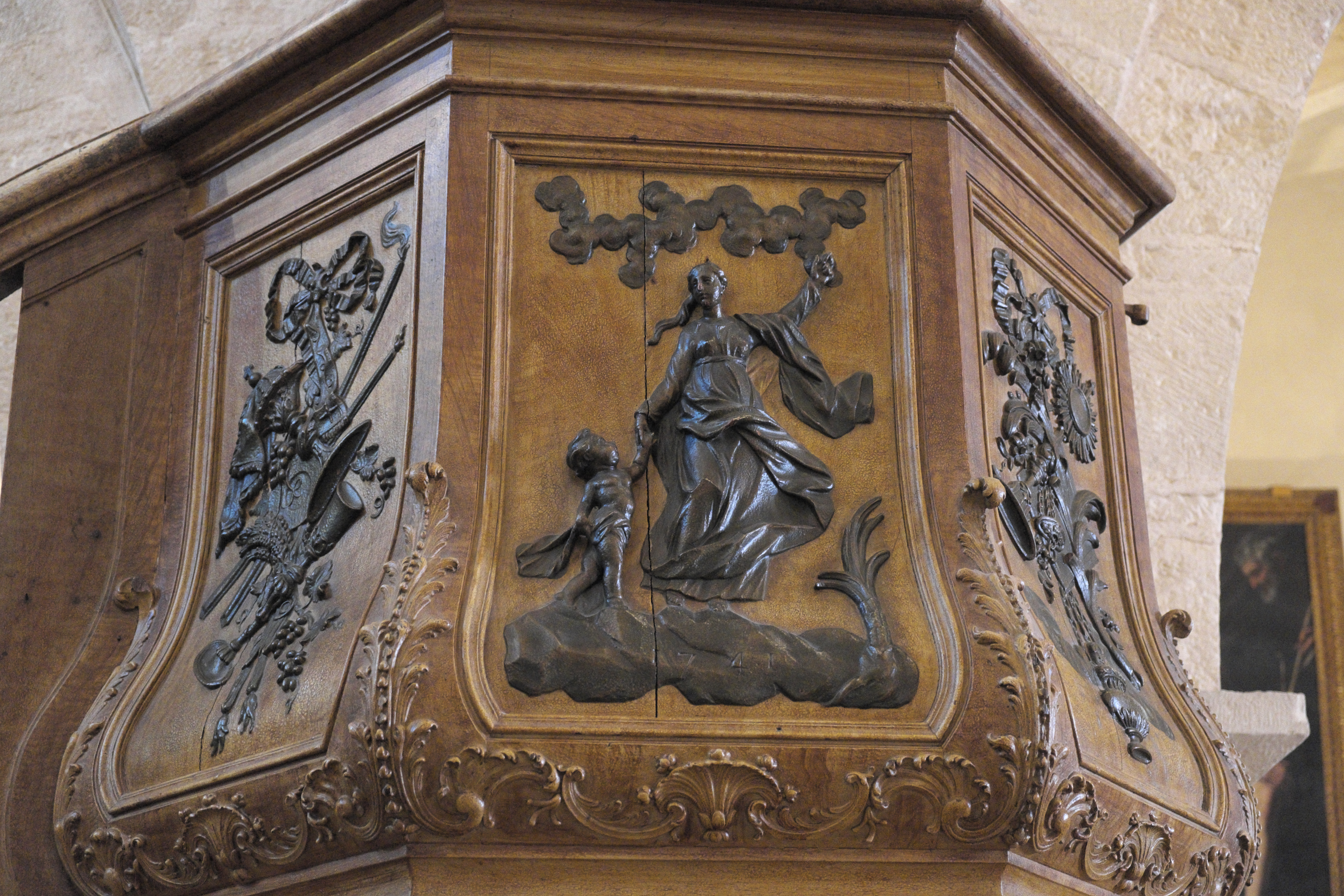
Kanzelkorb
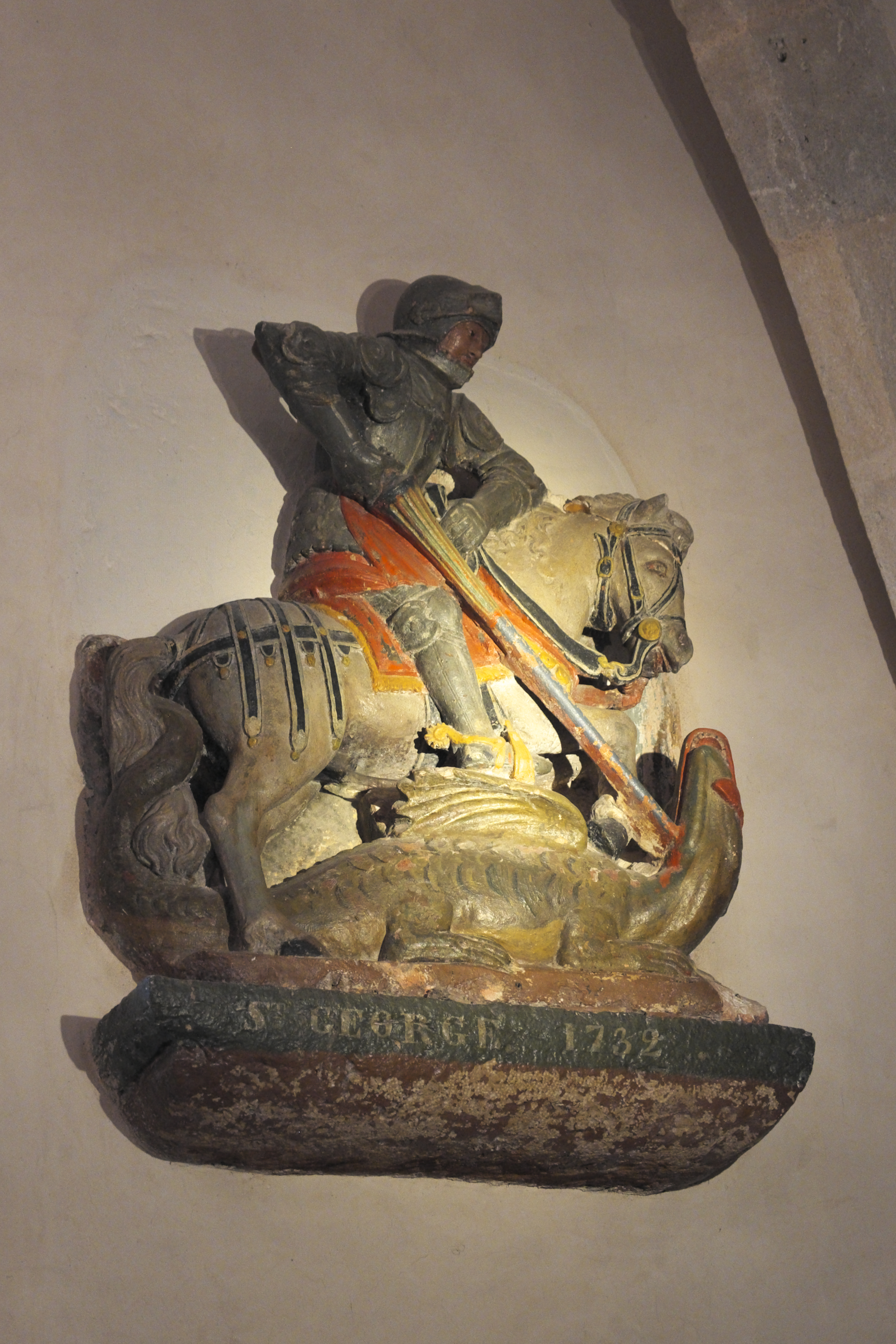
Heiliger Georg